# Júlio Silva
Júlio Silva nacido el 1 de julio de 1979, en Jundiaí, Brasil es un extenista profesional. Principalmente participó en el ámbito del circuito de la ATP Challenger Series.

## Títulos; 12 (4 + 8)
| Leyenda                     | Individuales | Dobles |
| --------------------------- | ------------ | ------ |
| Grand Slam                  | 0            | 0      |
| ATP World Tour Finals       | 0            | 0      |
| ATP World Tour Masters 1000 | 0            | 0      |
| ATP World Tour 500 Series   | 0            | 0      |
| ATP World Tour 250 Series   | 0            | 0      |
| ATP Challenger Series       | 4            | 8      |

| Títulos por superficie |
| ---------------------- |
| Dura (5)               |
| Hierba (0)             |
| Tierra batida (7)      |
| Carpeta (0)            |

### Individuales
| N.º | Fecha      | Torneo                       | Superficie    | Rival en la final     | Resultado     |
| --- | ---------- | ---------------------------- | ------------- | --------------------- | ------------- |
| 1.  | 05.08.2002 | Challenger de Gramado        | Dura          | Iván Miranda          | 6–4, 6–2      |
| 2.  | 24.10.2005 | Challenger de Santiago       | Tierra batida | Rubén Ramírez Hidalgo | 6–2, 6–3      |
| 3.  | 02.08.2009 | Challenger de Belo Horizonte | Dura          | Eduardo Schwank       | 4–6, 6–3, 6–4 |
| 4.  | 18.09.2011 | Challenger de Belo Horizonte | Tierra batida | Gastão Elias          | 6–4, 6–4      |

### Dobles
| N.º | Fecha      | Torneo                      | Superficie    | Pareja                 | Rivales en la final           | Resultado        |
| --- | ---------- | --------------------------- | ------------- | ---------------------- | ----------------------------- | ---------------- |
| 1.  | 13.03.2006 | Challenger de Salinas       | Dura          | Thiago Alves           | André Ghem Alexandre Simoni   | 3–6, 6–4, [10–4] |
| 2.  | 10.03.2008 | Challenger de Salinas       | Dura          | Caio Zampieri          | Sebastián Decoud Dick Norman  | 7–6(6), 6–2      |
| 3.  | 12.05.2008 | Challenger de Zagreb        | Tierra batida | Ivan Dodig             | Sergiy Stakhovsky Tomáš Zíb   | 6–4, 7–6(1)      |
| 4.  | 07.07.2008 | Challenger de San Benedetto | Tierra batida | Paolo Lorenzi          | Cătălin Gârd Max Raditschnigg | 6–3, 7–5         |
| 5.  | 12.10.2008 | Challenger de Florianópolis | Tierra batida | Rogerio Dutra da Silva | Ricardo Hocevar André Miele   | 3–6, 6–4, [10–4] |
| 6.  | 05.06.2011 | Challenger de Rijeka        | Tierra batida | Paolo Lorenzi          | Lovro Zovko Dino Marcan       | 6–3, 6–2         |
| 7.  | 07.01.2012 | Challenger de San Pablo     | Dura          | Fernando Romboli       | Jozef Kovalík José Pereira    | 7–5, 6–2         |
| 8.  | 10.11.2012 | Challenger de San Leopoldo  | Tierra batida | Fabiano de Paula       | Ariel Behar Horacio Zeballos  | 6–1, 7–6(5)      |